# Andy Böhme
Pour les articles homonymes, voir Böhme.
Andy Böhme, né le 26 avril 1970 à Salzwedel, est un ancien skeletoneur allemand.
Il fut champion du monde de la discipline en 2000 après avoir été vice-champion en 1999. En même temps, il gagna à deux reprises la coupe du monde.

## Palmarès

### Championnats du monde
- Médaille d'or en : 2000.
- Médaille d'argent en : 1999.

### Coupe du monde
- 2 globes de cristal en individuel : vainqueur en 1999 et 2000.
- 6 podiums individuels : 1 victoire, 3 deuxièmes places et 2 troisièmes places.

#### Détails des victoires en Coupe du monde
| Édition   | Piste     | Total |
| 1999-2000 | Königssee | 1     |